# Fejemanden og friheden
Fejemanden og friheden er en dansk dokumentarfilm fra 1988, der er instrueret af Nils Vest efter eget manuskript.

## Handling
I anledning af 200-året for Stavnsbåndets ophævelse, ses de sidste 200 års danske historie fra et slægts- og egnshistorisk synspunkt. Bl.a. gives et billede af, hvem der ikke fik del i den frigørelse, Frihedsstøtten i København står som symbol på. Ved foden af Frihedsstøtten arbejder Lars Knudsen, den kommunale fejemand. Filmen går tilbage i hans slægtshistorie, hvor både fædre og mødre nedstammer fra fæstebønder. For omtrent 200 år siden købte Lars' forfædre slægtsgården, som senere blev solgt og i dag ejes af en københavnsk advokatfamilie.
I filmen vises der klip fra filmen Kongen bød.
Filmen er produceret på bestilling fra Danmarks Radio, Statens Filmcentral og Landbrugsrådet.